# Tulisaari (ö i Norra Savolax, Norra Savolax, lat 63,60, long 26,87)
Tulisaari är en ö i Finland.   Den ligger i kommunen Idensalmi i den ekonomiska regionen  Övre Savolax ekonomiska region  och landskapet Norra Savolax, i den centrala delen av landet, 400 km norr om huvudstaden Helsingfors.